# Tractat de l'Ebre
El Tractat de l'Ebre va ser un tractat signat el 226 aC per Hasdrúbal, en representació de Cartago, i la República Romana, que va fixar el riu Ebre (a la península Ibèrica) com a frontera entre les dues potències. En virtut dels termes del tractat, Cartago es retiraria del nord de l'Ebre, sempre que Roma renunciés a expandir-se al sud del riu.
Segons Titus Livi, la mateixa garantia es va afegir al tractat del 228 aC per la presència més al sud de l'Ebre de la ciutat d'Arse (Sagunt) com a ciutat lliure; en canvi, Polibi no ho esmenta.
Es desconeix la data exacta però, un temps després de l'any en què es va signar el tractat, Roma, temorosa davant la creixent força d'Hanníbal a Ibèria, va establir una aliança amb la ciutat edetana d'Arse (l'actual Sagunt), que es trobava a una distància considerable al sud de l'Ebre, que va passar a ser un protectorat. Polibi explica que el general púnic Hanníbal va percebre això com una violació del tractat, de manera que, després de consultar breument el Senat cartaginès, va assetjar la ciutat, que va caure al cap de vuit mesos de setge.
El Senat romà, a l'assabentar-se de la beta, va enviar immediatament ambaixades a Hanníbal, i més tard al Senat de Cartago. Primerament, els romans van exigir que s'aturés el seu atac contra els seus aliats, al que van refusar els púnics. El Senat cartaginès va afirmar que van ser els saguntins que van començar el conflicte, i els romans van ser incapaços d'acudir en socors de Sagunt, que va sucumbir el 219 aC. Després de la caiguda de la ciutat, els romans van fer preparatius per a la guerra, enviant una segona ambaixada a Cartago. Els seus emissaris van exigir a Cartago que els lliurassin Hanníbal i la resta de responsables de l'atac.
Titus Livi relata que aquesta segona ambaixada va ser enviada simplement com una formalitat abans de declarar oficialment la guerra, cosa que vol dir que els romans ja esperaven de fet una nova guerra contra els cartaginesos. Tant Livi com Polibi parlen de la discussió entre l'ambaixada romana i el Senat púnic abans de la declaració de guerra. Va ser en aquest punt quan el Senat cartaginès es va negar a reconèixer el Tractat de l'Ebre i a lliurar a Hanníbal als romans. Es diu que els cartaginesos van comparar aquest tractat amb el realitzat entre Gai Lutaci Càtul i Hamílcar Barca el 241 aC, argumentant que els romans es van negar a acceptar el conveni entre els dos generals perquè no havia estat ratificat per al seu poble. Els enviats romans van desqualificar aquest raonament, i davant la incapacitat d'arribar a un pacte, la guerra va esclatar el 218 aC. El resultat va ser una declaració de guerra a Cartago per part de Roma atacant ciutats cartagineses.
Aquest conflicte va acabar desembocant en la Segona Guerra Púnica, que va durar del 218 al 202 aC.